# Gran Premio di Lugano 2002
Il Gran Premio di Lugano 2002, ventesima edizione della corsa, si svolse il 3 marzo su un percorso di 170 km con partenza e arrivo a Lugano. Fu vinto dal moldavo Ruslan Ivanov della Alessio davanti all'italiano Davide Rebellin e allo svizzero Niki Aebersold. Si trattò della prima vittoria di un ciclista moldavo e, più in generale, di un cittadino dell'Europa orientale nella storia di questa competizione.

## Ordine d'arrivo (Top 10)
| Pos. | Corridore            | Squadra              | Tempo    |
| ---- | -------------------- | -------------------- | -------- |
| 1    | Ruslan Ivanov        | Alessio              | 4h23'29" |
| 2    | Davide Rebellin      | Gerolsteiner         | s.t.     |
| 3    | Niki Aebersold       | Team Coast           | s.t.     |
| 4    | Volodymyr Hustov     | Fassa Bortolo        | s.t.     |
| 5    | Ruggero Borghi       | Tacconi Sport-Emmegi | s.t.     |
| 6    | Pietro Caucchioli    | Alessio              | a 8"     |
| 7    | Massimiliano Gentili | Acqua & Sapone       | s.t.     |
| 8    | Gerhard Trampusch    | Mapei-Quick Step     | a 42"    |
| 9    | Oscar Pozzi          | Fassa Bortolo        | s.t.     |
| 10   | Frédéric Bessy       | Crédit Agricole      | s.t.     |